# Dolores Moran

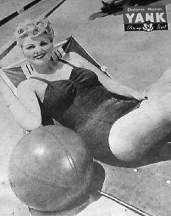
Dolores Moran als Pin-up auf dem Titelbild der Armeezeitschrift Yank, the Army Weekly (1945)

Dolores Moran (* 27. Januar 1926 in Stockton, Kalifornien; † 5. Februar 1982 in Woodland Hills, Kalifornien) war eine US-amerikanische Schauspielerin.

## Leben
Angeblich wurde das Covergirl, das zuvor als Serviererin in einem Drive-In arbeitete, beim jährlichen Elks-Lodge-Picnic in Sacramento 1941 von einem Talentsucher der Warner Brothers entdeckt.
Meist wurde Moran als Blickfang in kleineren Produktionen eingesetzt. Doch 1943 bekam sie dann die Gelegenheit, an der Seite von Bette Davis und Miriam Hopkins zu drehen, was sie selbst als eine Ehre empfand. 1952 heiratete sie den 22 Jahre älteren Produzenten Benedict Bogeaus, was einen Skandal verursachte, da sich seine Exfrau das Leben nahm. Die Ehe hielt zehn Jahre, Moran bekam einen Sohn. Man sah sie sodann nur noch in Produktionen ihres Ehemannes. Nach ihrer Scheidung 1962 wurde es ruhig um Dolores Moran. 1968 erbte sie 250.000 US-Dollar, die ihr ein ehemaliger Drive-In-Kunde vermacht hatte. 1982 starb die Schauspielerin im Alter von 56 Jahren.

## Filmografie
- 1942: Winning Your Wings (Dokumentarfilm)
- 1943: In Freundschaft verbunden (Old Acquaintance)
- 1944: Haben und Nichthaben (To Have and Have Not)
- 1944: Hollywood Canteen
- 1945: Der Engel mit der Trompete (The Horn Blows at Midnight)
- 1947: Besuch in Kalifornien (The Man I Love)
- 1953: Die Nacht vor dem Galgen (Count the Hours)
- 1954: Stadt der Verdammten (Silver Lode)